# Ordine del Lavoro (Cecoslovacchia)
L'Ordine del Lavoro è stato una decorazione della Cecoslovacchia.

## Storia
L'Ordine è stato fondato il 3 aprile 1951 per premiare i progressi significativi nello sviluppo del settore economico, in particolare nel settore industriale, agricolo, dei trasporti e del commercio, dei servizio allo stato o di altro tipo, per i risultati conseguiti nelle attività accademiche, di ricerca e culturali, per le migliorie tecniche o invenzioni di grande valore economico, così come per i servizi per il miglioramento della difesa e dell'esercito.

## Insegne
- L'insegna era una stella d'argento smaltata di rosso ornata con una corona di spighe di grano. Al centro vi era un medaglione raffigurante un sole che sorge con sotto la scritta "Čest práci" (Onore nel lavoro).
- Il nastro era azzurro con bordi blu.